# Общий определитель голода

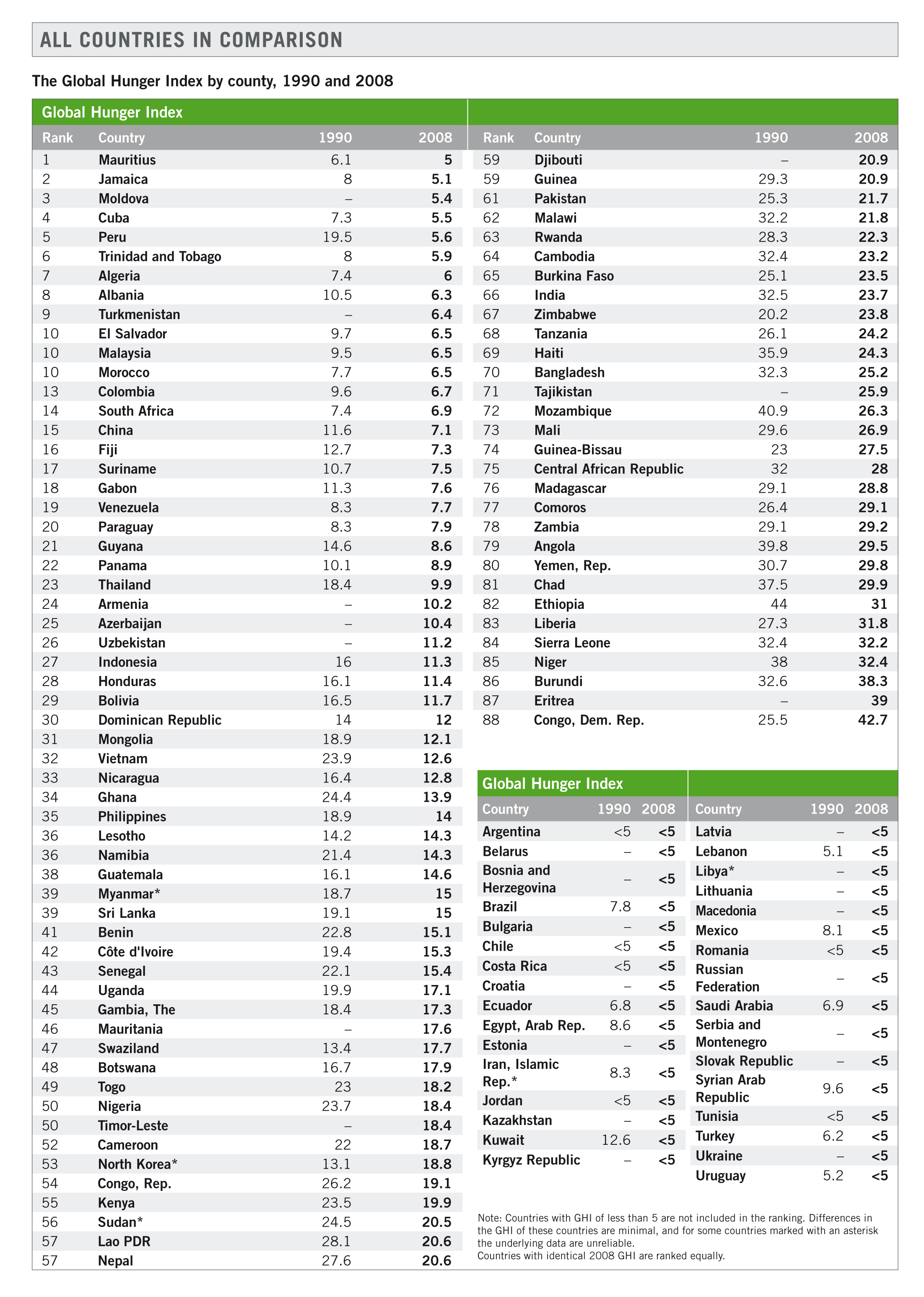

Общий определитель голода (общий ОГ, ООГ) — способ подсчёта мирового уровня голода и недоедания. Подсчитывается Международным исследовательским институтом продовольственной политики (МИИПроП). Общий ОГ был впервые представлен в 2006 году совместно с двумя неправительственными организациями: немецкой «Вельтхунгерхильфе» и ирландской «Всемирной заботой» (Concern Woldwide). Общий ОГ отображает эффективность мировой борьбы с голодом. Общий ОГ был организован в 2008 году для 120 развивающихся государств и новых индустриальных стран.

### Лидеры и отстающие

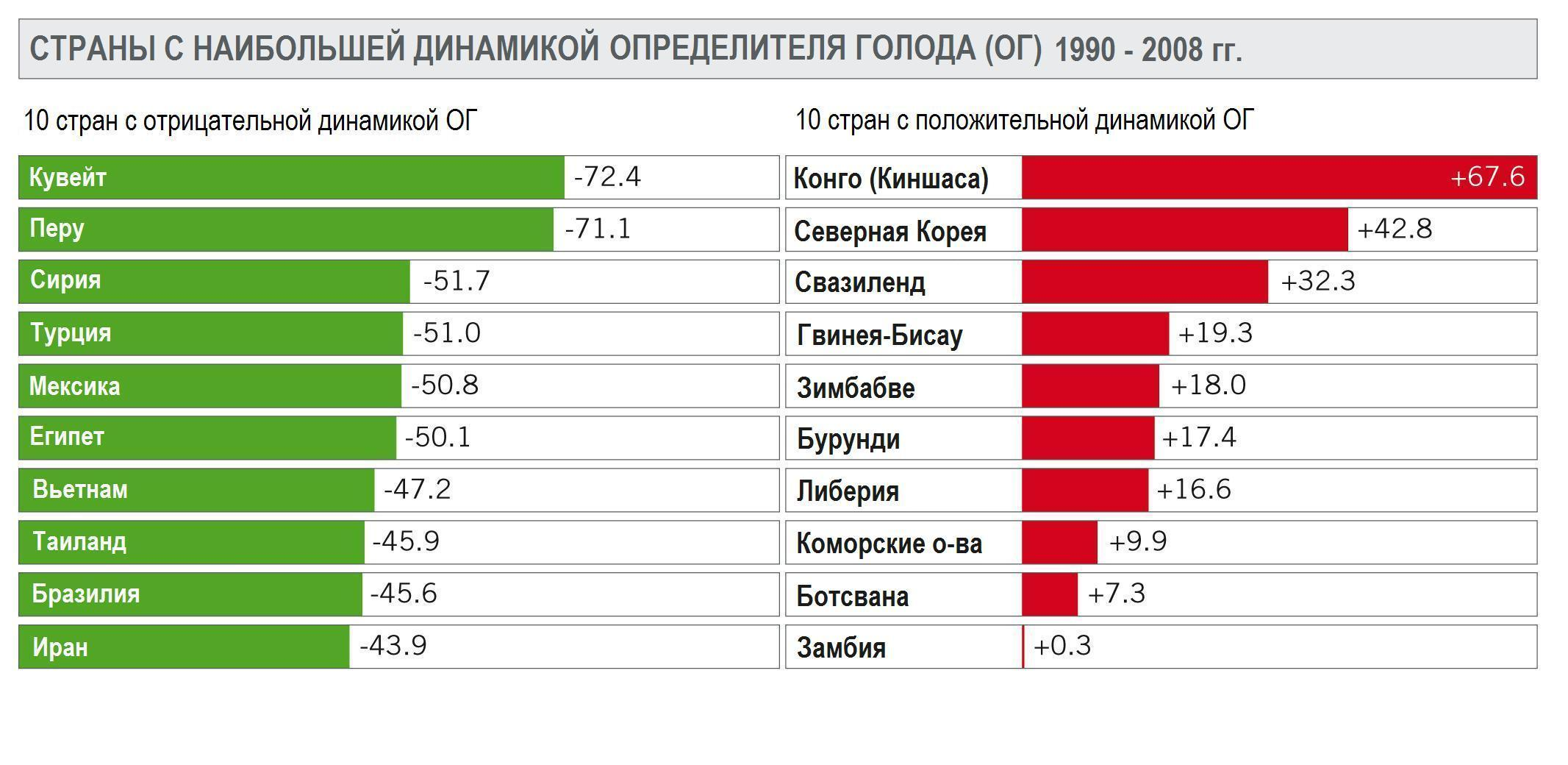

## ООГ на 2022 год: Изменение продовольственной системы и локальное управление

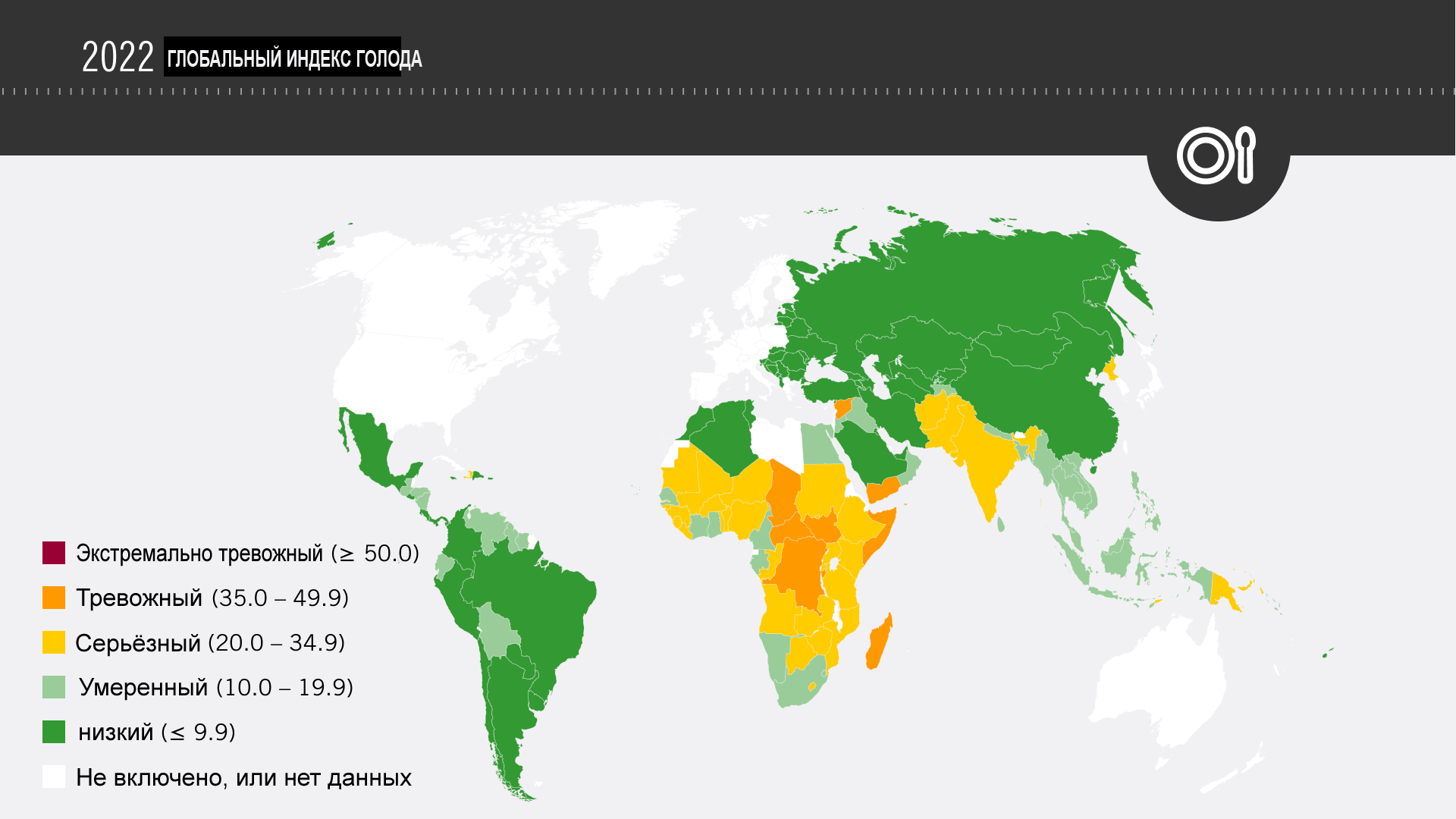

## Область исследования
Общий ОГ использует полипараметрическое исследование, которое учитывает три равноценных параметра:
1. количество недоедающих в процентном отношении к общему числу населения (показывает долю населения, испытывающих недостаток в питании);
2. уровень распространения недостатка в весе у детей младше 5 лет (отображает долю детей, страдающих от потери веса и ослабления роста);
3. смертность среди детей младше 5 лет (частично отражает губительное воздействие недостатка в питании и здравоохренении).

Это полипараметрическое исследование ООГ имеет некоторые преимущества перед другими. Оно охватывает разные проявления голода и недоедания, выражая их в одном показательном числе, и мгновенно даёт представление о положении по этому сложному вопросу. Оно берёт во внимание не только всё население в целом, но также учитывает положение уязвимых групп — детей — для которых недостаток питания создаёт высокую опасность поражения болезнями и гибели. К тому же использование этих параметров по отдельности может привести к возникновению ошибок при их оценке.

## Расчёт ООГ
ООГ: (ДНН + ДНВ + ДУ) / 3,
где ДНН = процентная доля недоедающего населения, ДНВ = процентная доля детей до 5 лет с недостатком веса, ДУ = процентная доля детей, умирающих до 5 лет.
Государства оцениваются по стобалльной шкале. При этом 0 — самый низкий ОГ, означающий отсутствие голода в государстве, а 100 — самый высокий ОГ. Однако ни один из этих крайних показателей нигде пока не зарегистрирован. Значения от 0 до 5 обозначают низкий уровень голода, от 5 до 10 — умеренный уровень голода, от 10 до 20 — высокий уровень голода, от 20 до 30 — критический, а значения, превышающие 30, сигнализируют о катастрофическом голоде.